# اچ‌ام‌اس ام۱۵
اچ‌ام‌اس ام۱۵ (به انگلیسی: HMS M15) یک کشتی بود که طول آن ۱۷۷ فوت ۳ اینچ (۵۴٫۰۳ متر) بود. این کشتی در سال ۱۹۱۵ ساخته شد.